# Вервес Григорій Давидович
Григорій Давидович Ве́рвес (15 квітня 1920, село Петрове, нині селище міського типу Кіровоградської області — 9 січня 2001, Київ) — український літературознавець. Доктор філологічних наук з 1960 року. Професор з 1962 року. Член-кореспондент АН УРСР з 1978 року (від 1991 року — АН України, від 1994 року — НАН України), академік НАН України від 1995 року. Чоловік доктора філологічних наук Галини Сидоренко, батько доктора біологічних наук Юрія Вервеса.

## Біографія
Народився в селі Петрове на Кіровоградщині в селянській родині. 1942 року закінчив Об'єднаний український державний університет у місті Кзил-Орда (Казахстан). Учасник Другої світової війни. Нагороджено двома орденами Червоної Зірки та медалями.
У повоєнні роки працював в Інституті літератури імені Тараса Шевченка АН УРСР, очолював відділ слов'янських літератур. Академік НАН України, доктор філологічних наук, професор, голова Українського комітету Міжнародної асоціації з вивчення та поширення слов'янських культур при ЮНЕСКО. Був членом КПРС з 1944 року.
Автор праць з слов'янського літературознавства, дослідник зв'язків української літератури з польською та іншими зарубіжними слов'янськими літературами. Лауреат премії імені Івана Франка НАН України. Нагороджений медаллю «За заслуги перед польською культурою».
У працях про Тараса Шевченка досліджував зв'язки поета з польською літературою 19 — 20 століть, його місце серед слов'янських поетів, світове значення творчості Шевченка.
Праці, присвячені польській культурі:
- «Іван Франко і питання українсько-польських літературно-польських відносин 70-90 років XIX століття» — 1957,
- «Юліуш Словацький і Україна» — 1959,
- «Владислав Оркан і українська література» — 1962,
- «Т. Г. Шевченко і Польща» — 1965 та інші праці.

2013 року доктор історичних наук, професор Загребського університету Євген Пащенко писав: «Григорій Давидович Вервес створив свою славістику радянських часів, свою вежу. При всіх неминучих ідеологічних декларуваннях, він залишався людиною в усьому розмаїтті — дотепний, з гумором, гордий, войовничий, славіст тодішньої України. Коли розвалилася система, розвалилась і його вежа. Проте більше схожої славістичної будівлі в українській науці посткомунізму не зведено, тому Вервес — це пам'ятник епохи».